# Rumble Roses
Rumble Roses är ett wrestlingspel till Playstation 2 av Konami som släpptes år 2005 i Europa. Spelet har också fått en uppföljare: Rumble Roses XX till Xbox 360.
Spelet är baserat på en spelmotor från WWE SmackDown-serien. Spelet kan närmast beskrivas som sexploitation eftersom brottarna består av kvinnor i sexiga dräkter.
Spelet har fått ett varierat mottagande. Spelare verkar ge bättre omdöme är recensenter.